# Abd el-Krim
Abd el-Krim (Axdir, 1882 o 1883-El Cairo, 6 de febrero de 1963), cuyo nombre completo era Muhammad Ibn 'Abd el-Karim El-Jattabi (en árabe: محمد عبد الكريم الخطابي‎; en rifeño: ⵎⵓⵍⴰⵢ ⴰⴱⴷⵍⴽⵔⵉⵎ ⴰⵅⵟⵟⴰⴱ), fue un político y líder militar rifeño, que encabezó la resistencia contra las administraciones coloniales de España y de Francia durante la guerra del Rif. Sus tácticas guerrilleras posteriormente influyeron en otros líderes como Hồ Chí Minh, Mao Zedong y el Che Guevara.

## Biografía

### Formación y primeros años
Nació en Axdir, Marruecos, la población más importante de la cabila de Beni Urriaguel (actualmente en la provincia marroquí de Alhucemas) en 1882 o 1883, dependiendo de la fuente consultada. Abd el-Krim fue hijo de Abd el-Krim el-Jatabi, un cadí rifeño, miembro del clan de los Aït Khattab y los Aït Boudchar, una facción de la belicosa tribu de los Beni Urriaguel. De su padre, que a la vez era jefe del clan, él y su hermano Mhamed recibieron la educación tradicional en el islam, tras lo cual fue enviado a cursar el Bachillerato español en Tetuán y Melilla. Posteriormente, a la edad de veinte años Abd el-Krim se trasladó a Fez para estudiar derecho islámico en la famosa Universidad de Qarawiyyin, mientras que su hermano estudió ingeniería de minas en Málaga y Madrid. Abd el-Krim también realizó estudios en la Universidad de Salamanca durante una temporada.
Sirvió a la administración colonial española como traductor y escribiente de árabe en la Oficina Central de Tropas y Asuntos Indígenas en Melilla, donde trabajó asimismo para el periódico El Telegrama del Rif, en el que escribía un artículo diario en árabe. Siendo aún joven, fue nombrado cadí de Melilla.

### 1915ː inicio de la lucha contra España
En 1915, con treinta y dos años se convirtió en qādī al-qudāt, jefe de los cadíes de Melilla. Con el inicio de la Primera Guerra Mundial, en la que España se declara neutral, comienzan sus actividades contra España y sus intereses. Aunque se posicionó en contra de la colonización europea, negoció con el gobierno de Alemania la concesión de unas supuestas minas de oro en la cabila de Beni Urriagel (territorio del Rif) y en Lucus, minas que resultaron inexistentes.
La negociación con Alemania para emplear la actividad minera para financiar una ofensiva bélica contra España y Francia que acabara con los protectorados de Marruecos le costó una condena de dos años en el fuerte de Rostrogordo de Melilla, saliendo en libertad en 1917. Durante un frustrado intento de fuga del fuerte de Rostrogordo se rompió una pierna, quedando desde entonces cojo de una pierna. Recobrada la libertad, se retiró a su cabila para comenzar a preparar la lucha contra los colonizadores españoles y franceses. A partir de 1920, Abd el-Krim se sumó a la rebelión contra la presencia colonial española entrando en acción en la guerra del Rif iniciada en 1911. Para ello se financió a cuenta de negociaciones con empresas mineras como la española Setolazar (Setuáin, Olovarriaga y Zárate), la alemana Manesmann o la inglesa The Syndicat Mineral Morocco, promovida por el espía inglés Charles Gardiner, para otorgar concesiones sobre las supuestas riquezas mineras del Rif.

### 1920ː intervención y liderazgo en la guerra del Rif

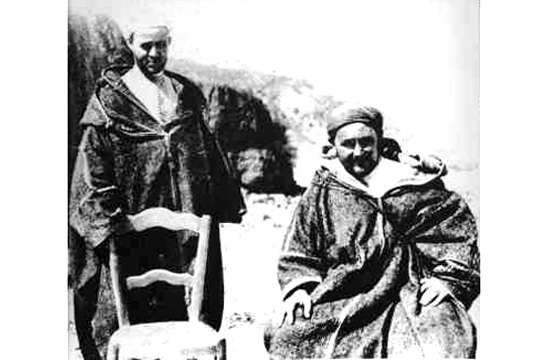
Abd el-Krim (a la derecha, sentado) junto a su hermano Mhamed, su lugarteniente durante la guerra del Rif, hacia 1920.

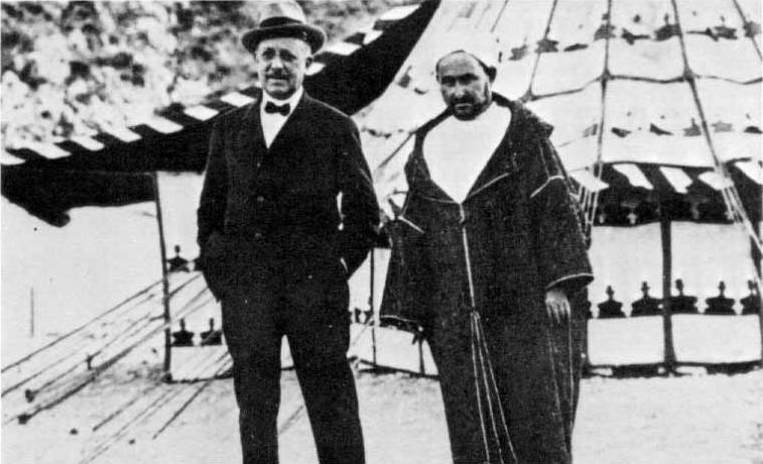
Abd-el-Krim con el empresario español Horacio Echevarrieta, con quien negoció la devolución de prisioneros españoles tras el desastre de Annual (1923).

Hacia 1921, habiendo llegado España a un acuerdo diplomático con Al-Raisuni, Abd el-Krim se había convertido en el principal líder anticolonialista en Marruecos, y desde esa posición preparó la sublevación general del territorio del Rif en una ofensiva con el apoyo de las cabilas de la zona. Entre otros, atrajo a su causa a gran parte de los soldados indígenas que prestaban servicio en el Ejército colonial español. Los choques en las montañas continuaron durante la primavera de 1921. Los guerreros rifeños invadieron los puestos avanzados de los españoles, pero los españoles no se tomaron en serio estos encontronazos con los rifeños. 

### Verano de 1921ː Desastre de Annual y proclamación de la República del Rif
En julio, los rifeños atacaron y diezmaron a una fuerza muy superior en tamaño en el minúsculo fuerte de Annual, en el este del Rif, logrando una asombrosa victoria que nadie se esperaba debido a la disparidad de fuerzas. Cuando el general Manuel Silvestre, comandante de las fuerzas españolas en el Rif, recibió la noticia del asalto a Annual, salió corriendo hacia el frente de batalla, pero era demasiado tarde. Asediados por todos lados, Silvestre y sus hombres resistieron hasta que todos cayeron, sufriendo numerosas bajas durante la marcha hacia Melilla. Los rifeños, confiados tras esta victoria inicial, continuaron su avance hacia el este y lograron hacerse con más de ciento treinta puestos militares españoles. Las bandas rifeñas lograron llegar hasta las afueras de Melilla, pero Abd el-Krim decidió no asaltar la ciudad. El más tarde denominado desastre de Annual constituyó una completa derrota para los españoles, provocando más de diez mil muertos y numerosos prisioneros. Las fuerzas rifeñas, que estaban formadas por unos tres mil guerrilleros, habían logrado derrotar a una fuerza superior compuesta por trece m españoles.
Tras haber puesto en fuga a las fuerzas españolas y ya bajo el mandato firme de Abd el-Krim, el Rif se organizó como territorio independiente y logró arrebatar más territorios a las tropas españolas, que durante los siguientes años quedaron reducidas prácticamente a la zona de Melilla, por el este, y a Ceuta, Tetuán y Larache por el oeste. Tras la consecución de sus victorias creó la denominada República del Rif, sobre territorios de soberanía española y francesa. Realizó gestiones diplomáticas para lograr el reconocimiento internacional del nuevo país por mediación del inglés Gordon Canning, sin resultado. El nuevo Estado norteafricano, con capital en Axdir, llegó a contar con su propia administración, justicia y hacienda.

### 1925ː batalla de Uarga
A las derrotas infligidas a los españoles, en 1925 Abd el-Krim sumó una ofensiva contra los territorios del protectorado francés: en abril de 1925 las huestes rifeñas atacaron el Marruecos francés y derrotaron en Uarga a las fuerzas francesas al mando del mariscal Louis Hubert Lyautey, llegando a situarse a treinta kilómetros de Fez. Los franceses sufrieron fuertes pérdidas frente a un enemigo menor en número.

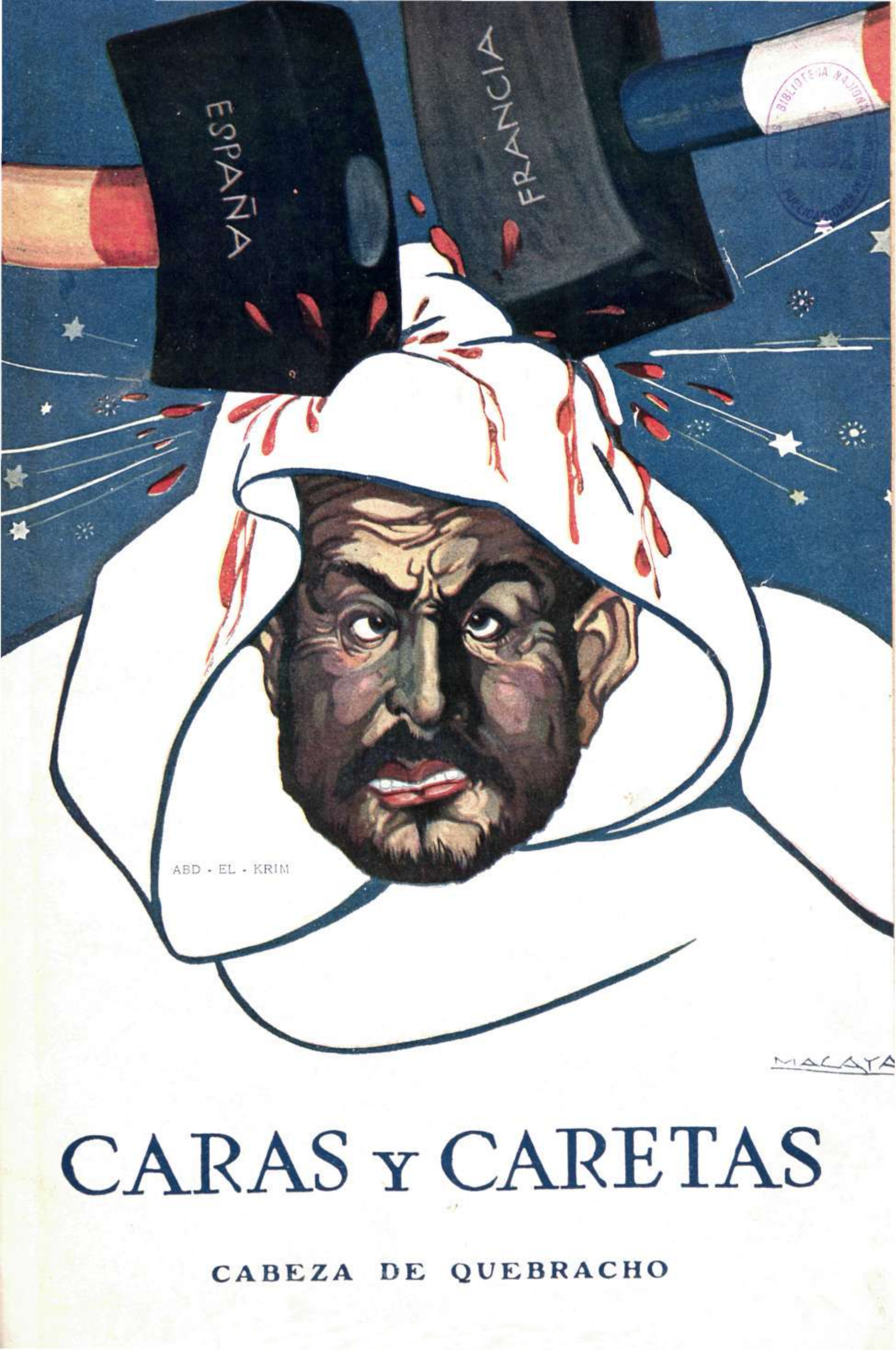
Caricaturizado por Macaya en una portada de la revista argentina Caras y Caretas (27 de junio de 1925)

Sin embargo, la nueva estrategia de Abd el-Krim provocó automáticamente la creación de una alianza hispano-francesa en su contra. Las dos potencias coloniales acordaron en Madrid coordinar los esfuerzos bélicos entre ambos países. En julio de 1925 fue portada de Times Magazine, donde se describía su táctica de guerrilla y las sospechas de apoyo por parte de Alemania.
La contraofensiva conjunta, que comenzó el 8 de septiembre de 1925 con el desembarco de Alhucemas, bajo el mando del general Miguel Primo de Rivera, terminó con la derrota de los rifeños sublevados en apenas unos meses. El 26 de mayo de 1926, Abd el-Krim y su hermano se rindieron a los franceses en su cuartel general de Targuís.

### 1926ː rendición y exilio en Francia
Después de la derrota, el antiguo líder rifeño fue denunciado por algunos de sus antiguos guerrilleros, pero antes de ser juzgado por los españoles prefirió entregarse a las tropas francesas en 1926.

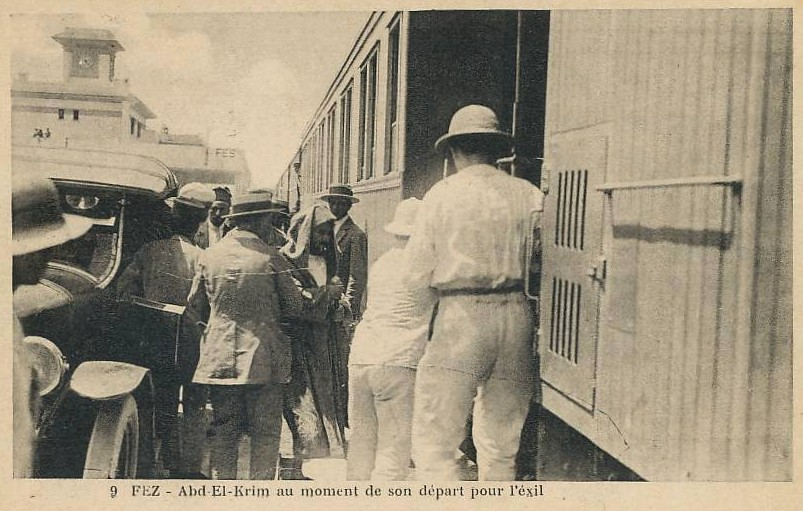
Abd el-Krim bajo custodia francesa, en Fez, a punto de subir al tren que le llevaría al exilio (1926).

Después de ser hecho prisionero, las autoridades coloniales francesas decidieron deportarle a la isla de la Reunión, una posesión francesa de ultramar próxima al Madagascar francés. En Reunión las autoridades francesas le facilitaron una cómoda vivienda y también la percepción de un generoso salario anual. España reclamó la extradición de Abd el-Krim, en vano. Durante su etapa en el exilio, el antiguo líder guerrillero mantuvo su retórica anticolonista. 

### 1947ː huida a El Cairo
Tras veintiún años en Reunión, en 1947, a la edad de sesenta y cuatro años, logró permiso del gobierno francés para trasladarse a la metrópoli. Sin embargo, Abd el-Krim logró escapar durante una escala en la ciudad egipcia de Puerto Saíd. El rey Faruq I, sometido a Reino Unido, lo acogió como refugiado. Desde Egipto encabezó el "Comité de Liberación del Magreb". En 1956, tras la independencia de Marruecos, rechazó la oferta del rey Mohammed V de regresar con honores a su patria. Murió en El Cairo en 1963, poco después de ver completa la descolonización del Magreb, tras la independencia de Argelia.

## Reconocimientos
Se trata de una figura reivindicada por los bereberes amazighes como figura pionera de la lucha contra la descolonización por su irredentismo. Sin embargo, no se trata de un personaje histórico reivindicado por Marruecos, a excepción de la conmemoración de la efeméride militar del Desastre de Annual, ya que el gobierno impulsa al rey Mohamed V como padre de la independencia de Marruecos.

## Distinciones y condecoraciones
- España:
  - Cruz de caballero de Isabel la Católica (~1911)[28]
  - Cruz Blanca al Mérito militar (1912)[29]
  - Cruz Roja al Mérito militar (1913)[28]
  - Medalla de África (1913)[29]

- Túnez:
  - Gran Cruz de la Orden de la República de Túnez (1960)[29]